# Endymion (novela)
Endymion es una novela de Dan Simmons publicada en enero de 1996. Es la tercera y penúltima parte de los llamados Cantos de Hyperion; centrada alrededor de las vidas de dos personajes principales: Aenea y Raul Endymion. Fue nominada en 1996 para el British Fantasy Award. Al igual que Hyperion, toma su nombre de un poema de John Keats, siendo al mismo tiempo el apellido de uno de los personajes principales y la capital del continente Aquila, del planeta Hyperion.
Ver también: El Ascenso de Endymion

## Argumento
La historia comienza aproximadamente 250 años después del final de La caída de Hyperion. La iglesia católica ha evolucionado (ahora se le conoce como Pax) y utiliza el cruciforme, descrito en la saga inicial como arma utilizada por el Tecnonúcleo para mantener en un estado zombi y aprovecharse de sus neuronas, para proveer a los fieles de una resurrección verdadera, haciendo la inmortalidad una realidad y buscando la universalidad de la nueva fe. Esta relativa paz solo se ve amenazada por el temor de la llegada de un nuevo mesías. Un humano originario de Hyperion deberá proteger a ese nuevo mesías que llega desde el pasado a través de La Esfinge, una de las famosas  tumbas del tiempo.

## Personajes
- Raul Endymion es un pastor originario del planeta Hyperion que recibe la encomienda de proteger a la que enseña.
- Aenea: es la hija de Brawne Lamia y la primera personalidad cíbrida de John Keats; posee enignmáticas características que hacen que Pax la considere una amenaza al imperio.
- Bettik o A. Bettik: es un androide que tiene una breve pero importante intervención en la saga original, será compañero de Raul y Aenea en su huida de Pax.
- Martin Silenus: es el viejo poeta de la saga de Hyperion, conoce el momento exacto en el que Aenea llegará del pasado desde las tumbas del tiempo.
- Federico de Soya: sacerdote-capitán enviado por Pax para capturar a Aenea.
- Papa Julio XIV: es el sumo pontífice de Pax.
- El Alcaudón: viajante del futuro que aparece para acompañar en el viaje a Raul.

- Datos: Q2656138